# STS-59
STS-59 (Space Transportation System-59) var Endeavours sjette rumfærge-mission.
Opsendt 9. april 1994 og vendte tilbage den 20. april 1994.
Hovedformålet med missionen var at studere Jordens miljø.

## Besætning
- Sidney Gutierrez (kaptajn)
- Kevin Chilton (pilot)
- Linda Godwin (1. missionsspecialist)
- Jay Apt (2. missionsspecialist)
- Michael Clifford (3. missionsspecialist)
- Thomas Jones (4. missionsspecialist)

## Missionen
- Opsendelse

Hovedartikler: